# This Is What I Mean
This Is What I Mean è il terzo album in studio del rapper britannico Stormzy, pubblicato il 25 novembre 2022 dalle etichette discografiche Merky e 0207 Def Jam.

## Antefatti
L'album è stato anticipato dalla pubblicazione del singolo Mel Made Me Do It, avvenuta il 23 settembre 2022. Il brano non è stato, tuttavia, incluso nella lista tracce del disco.

## Tracce
1. Fire + Water – 8:17 (Michael Omari, Ras Kassa Alexander)
2. This Is What I Mean – 5:24 (Michael Omari, Jacob Collier, Richard Isong)
3. Firebabe – 3:40 (Michael Omari, Debbie Ehirim, George Moore, Jacob Collier, Kassa Alexander, Simon Tendai Senyange)
4. Please – 2:53 (Michael Omari, Owen Cutts, Reuben James)
5. Need You – 3:16 (Michael Omari, Kessa Alexander, Richard Olowaranti Mbu Isong, Simon Tendai Senyange)
6. Hide & Seek – 3:28 (Michael Omari, Andrew Jason Brown, Ayanna Christie Brown, Owen Cutts, Kessa Alexander, Richard Olowaranti Mbu Isong, Temilade Openiyi)
7. My Presidents Are Black – 4:22 (Michael Omari, Kessa Alexander, Daniela Rathana)
8. Sampha's Plea – 2:45 (Michael Omari, Owen Cutts, Reuben James, Sampha Sissay)
9. Holy Spirit – 4:42 (Michael Omari, Dion Wardle, Kessa Alexander)
10. Bad Blood – 4:03 (Michael Omari, Daniel Traynor, Richard Olowaranti Mbu Isong, Michael Orabiyi)
11. I Got My Smile Back – 4:11 (Michael Omari, Debbie Ehirim, Jacob Collier, Richard Olowaranti Mbu Isong)
12. Give It to the Water – 4:12 (Micharl Omari, Debbie Ehirim, Dion Wardle, Jacob Collier)